# Jungermannia handelii
Jungermannia handelii là một loài rêu tản trong họ Jungermanniaceae. Loài này được (Schiffner) Amak. miêu tả khoa học lần đầu tiên năm 1960.